# Генії (фільм)
«Генії» — кінофільм режисера Джеффа Болсмейера, що вийшов на екрани в 2009 році.

## Зміст
Історія двох друзів - дрібного винахідника і шахраюватого продавця, одна з ідей яких урешті-решт отримує всесвітнє визнання і допомагає їм вибитися з грязі в князі.

## Ролі
| Актор           | Роль   |
| --------------- | ------ |
| Даллас Робертс  | Метт   |
| Джеремі Реннер  | Сем    |
| Аєлет Зурер     | Джина  |
| Маргеріт Моро   | Сінді  |
| Аманда Енка     | Луіза  |
| Річард Кайнд    | Ньюкін |
| Едді Джемісон   | Бен    |
| Джудіт Скотт    | Ріта   |
| Деббі Розенталь | Бренда |
| Майкл Каган     | Морт   |

## Знімальна група
- Режисер — Джефф Болсмейер
- Сценарист — Майк Крем
- Продюсер — Майк Крем, Тім Флуд, Брайан Нюфанг